# Solter vartianae
Solter vartianae is een insect uit de familie van de mierenleeuwen (Myrmeleontidae), die tot de orde netvleugeligen (Neuroptera) behoort. 
Solter vartianae is voor het eerst wetenschappelijk beschreven door Hölzel in 1967.